# Catholic International University
La Catholic International University (CIU) è un'università privata di indirizzo cattolico con sede a Charles Town, nello stato americano della Virginia Occidentale.
La Catholic Distance University fu fondata nel 1983 da Thomas Jerome Welsh, vescovo di Arlington. La sede dell'istituto fu stabilita a Charles Town nel 2015. Prese il nome di Catholic International University nel gennaio 2024.